# Monte Ferguson
Il Monte Ferguson (in lingua inglese: Mount Ferguson) è una massa montuosa antartica, irregolare e dalla forma di cupola, alta 1.190 m, 
che sormonta la parte meridionale dei Mayer Crags, sul fianco occidentale del Ghiacciaio Liv, nei Monti della Regina Maud, in Antartide. 
Fu scoperto e fotografato dalla prima spedizione antartica dell'esploratore polare statunitense Byrd (1928-30).
La denominazione è stata assegnata in onore di Homer L. Ferguson, presidente dei cantieri navali Northrop Grumman Shipbuilding Newport News di Newport News in Virginia, che aveva eseguito riparazioni e modifiche alle navi della spedizione di Byrd.